# Sant Andreu de Socarrats
Sant Andreu de Socarrats (o simplement, Socarrats) és un nucli de població pertanyent al municipi de la Vall de Bianya (Garrotxa), situat al sud del terme municipal, a l'est del poble de l'Hostalnou de Bianya i als vessants septentrionals de la serra de Sant Miquel del Mont. El poble, de 46 habitants (2013), és d'origen disseminat i centrat pel mas Sovelles i l'església de Sant Andreu de Socarrats, edificis situats a pocs metres de distància. La seva festa és el Roser, celebrada durant la Pasqua Florida.

## Història
La primera notícia que es té de Socarrats és d'un document de l'any 979, on el comte Miró Bonfill de Besalú dona l'alou comprès entre can Preses, la masia de l'Esparc i l'església de Sant Andreu de Socarrats a l'abadia de Camprodon. L'alou de Socarrats també comprenia el mas Perer, i el mas Sovelles, que fou l'antic casal de la família Socarrats, que dona nom al poble i n'és el punt neuràlgic.
La parròquia de Sant Andreu de Socarrats, incorporada el 1396 a la Corona d'Aragó pel rei Martí l'Humà, comprenia a part del mencionat alou, el veïnat de les Illes (nom amb el qual es coneixia la part de la Canya que actualment forma part del municipi de la Vall de Bianya). Durant la baixa Edat Mitjana, la parròquia de Socarrats formava part del Consell General de la Vall de Bianya, que s'estructurava en dos cònsols per parròquia o veïnat que s'encarregaven de la gestió del territori que representaven. Cada cap d'any tots els cònsols es reunien a l'església de Santa Margarida de Bianya, on escollien els nous cònsols pel nou any i s'escollia el mostassaf. En el cas de Socarrats, a part dels dos cònsols de la parròquia, també s'elegien dos cònsols per al veïnat de les Illes, que gaudia per tant, d'independència civil respecte a la parròquia eclesiàstica.
La parròquia de Sant Andreu de Socarrats fou unida, el segle XV, a la de Sant Joan les Fonts. El 1716, amb la implantació del decret de Nova Planta, es formà el municipi de Socarrats, que comprenia l'antiga parròquia (inclòs el veïnat de les Illes). Aquest municipi va existir fins que el 1875 es va unir al llavors també municipi de Capsec per acabar formant el nou municipi de la Vall de Bianya, al qual ha pertangut fins a l'actualitat. Durant els anys 1960 es construeixen tres urbanitzacions a la Vall de Bianya, dues de les quals, Llocalou i la Canya, dins de l'antiga parròquia de Socarrats. Des de llavors, les urbanitzacions de Llocalou i la Canya constitueixen dues unitats independents respecte al poble de Sant Andreu de Socarrats, de caràcter disseminat.
L'abril de 2017, coincidint amb la festa del Roser, se celebraren els 900 anys de la consagració de l'església de Sant Andreu de Socarrats amb una missa del bisbe de Girona i la presentació d'un llibre sobre la mencionada església. D'altra banda, a finals del 2018 l'ajuntament va rebre gratuïtament el mas Sovelles, al qual s'han proposat diferents usos entre els quals el d'esdevenir la nova seu de l'ajuntament. Des de la seva adquisició, l'ajuntament ha potenciat aquest mas com a seu d'organització d'esdeveniments culturals com la Bianyal.